# Ruprecht Pipan

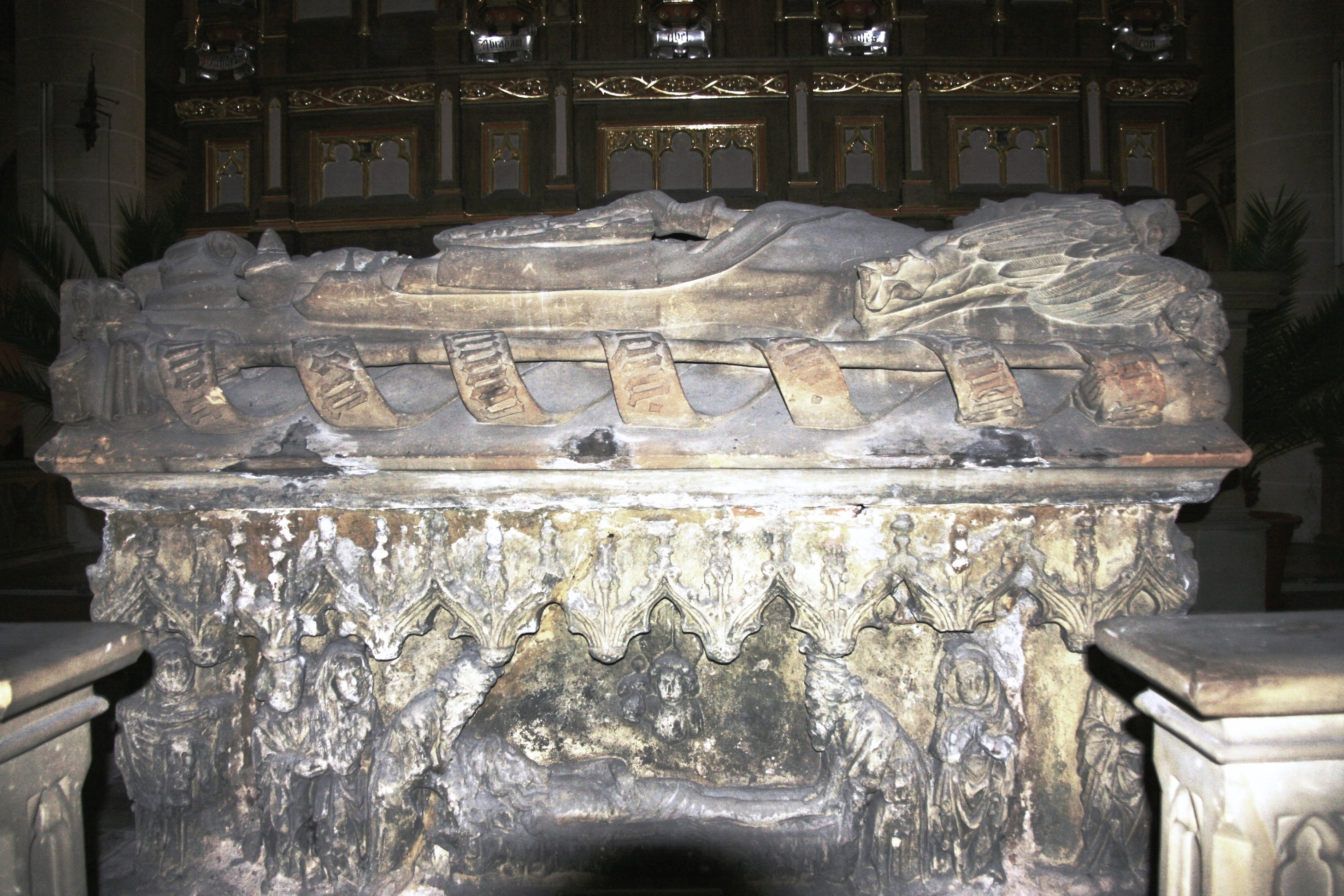
Grabmal in St. Martin, Amberg

Ruprecht Pipan (* 20. Februar 1375 in Amberg; † 25. Januar 1397 ebenda) war Kurprinz von der Pfalz und Sohn von Kurfürst Ruprecht III. von der Pfalz (ab 1400 auch römisch-deutscher König) und dessen Frau Elisabeth von Hohenzollern-Nürnberg.
Bereits als Kind hatte man den Thronerben 1379 mit Prinzessin Katharina, Tochter König Karl V. von Frankreich verlobt, die Heirat kam aber nicht zustande. Bei dieser Verlobung wurde Ruprecht Pipan bereits vom regierenden Pfälzer Kurfürsten Ruprecht I., seinem Urgroßonkel, als zukünftiger Thronerbe und Universalerbe anerkannt; nach dessen Tod, 1392 nochmals bestätigt.
Ruprecht Pipan zog 1396 mit den Ungarn in die Schlacht von Nikopolis gegen die Osmanen. Er kehrte krank zurück und starb im Alter von 21 Jahren in Amberg.
Ruprecht Pipan wurde in der St. Martins-Kirche in Amberg beigesetzt; sein prachtvolles Grab ist dort erhalten.
Aus seiner Ehe mit Elisabeth von Sponheim entstanden keine Nachkommen. Elisabeth war die letzte Gräfin der Linie Sponheim-Kreuznach (Vordere Grafschaft). Sie hielt sich bis zu ihrem Tod 1417 häufig am Hofe ihres Schwiegervaters auf und vermachte der Kurpfalz ein Fünftel der Vorderen Grafschaft Sponheim.